# Ermavilo
Ermavilo, pseudonimo di Ernesto Brancucci (Parma, 23 novembre 1947 – Roma, 11 aprile 2021), è stato un paroliere, doppiatore e cantante italiano.

## Biografia
Figlio di Italo Brancucci e fratello minore della cantante Maria Cristina Brancucci, è noto al pubblico per aver cantato sigle di cartoni animati come DuckTales - Avventure di paperi e Cip & Ciop agenti speciali.
Inizia la sua carriera musicale nel 1964, a soli 16 anni. Nel frattempo studia basso presso il conservatorio Santa Cecilia di Roma. Nei primi anni della sua vita musicale collabora con vari gruppi vocali, come i Cantori Moderni di Alessandroni, i 4+4 di Nora Orlandi, affiancando il lavoro in studio con quello dal vivo, lavorando come bassista in locali notturni e in varie orchestre romane, tra le quali quella di Ennio Morricone.
Nel 1965 forma un suo gruppo vocale, Le Voci di Ernesto Brancucci (conosciuto anche come Le Voci di Roma), che avrà però un successo molto limitato.
Significativa è stata la sua presenza sulla scena del pop cristiano italiano, incidendo moltissimi dischi con vari gruppi musicali. In tal senso, è degna di nota la frenetica collaborazione con Marcello Giombini e il suo complesso Clan Alleluia, con il quale inciderà ben quindici LP tra il 1969 e il 1974, a fianco delle sorelle Cristina e Margherita, e della moglie Marinella Viri.
Contemporaneamente viene scelto dal maestro Pietro Carapellucci (subentrato a Roberto De Leonardis nel ruolo di direttore musicale per i film Disney) per interpretare le parti cantate in vari film, molti dei quali lungometraggi Disney, oltre a vari doppiaggi tra cui spicca quello del personaggio di Pumbaa in tutte le sue apparizioni. Tuttavia in questi ruoli è stato accreditato quasi esclusivamente con lo pseudonimo di Mirko Pontrelli, nipote di Ernesto, o coi nomi di altri cantanti romani, come Augusto Giardino, amico e corista dei Cantori Moderni (ne Il re leone) e Daniele Viri, corista dei Vocalisti di Roma nonché cognato (in Aladdin e Nightmare Before Christmas). Sotto la guida di Carapellucci, Ernesto adatta in italiano i testi per i film Basil l'investigatopo, Oliver & Company, La sirenetta, La bella e la bestia e Aladdin.
Nel 1993 ha iniziato l'attività di direttore musicale, e per la Disney adatta e dirige i film Nightmare Before Christmas e Il re leone, mentre, per il resto degli anni Novanta, si occupa solo della direzione musicale e dei testi dei film direct-to-video e delle serie televisive. Torna al lavoro sui Classici Disney occupandosi della direzione musicale (coadiuvato dalla figlia Virginia) e dell'adattamento testi (coadiuvato dalla figlia Lorena) nel 2001 a partire da Le follie dell'imperatore.
Il nome d'arte Ermavilo viene dalle iniziali del suo nome e di quello dei suoi familiari: la moglie Marinella Viri e le figlie Virginia e Lorena. Fino al 2014 ha usato quasi esclusivamente il nome d'arte di Mirko Pontrelli per i suoi lavori da doppiatore.
Nel 2018 ha fondato insieme alle figlie la scuola di doppiaggio cantato Scuola Ermavilo, presso la quale teneva corsi di canto corale.
Morì a Roma l'11 aprile 2021, all'età di 73 anni. Dopo la sua morte, il suo pseudonimo continua ad essere accreditato accanto alla figlia Virginia nelle direzioni musicali di quest'ultima.

## Lavori

### Filmografia come voce solista
- Crash! Che botte... Strippo strappo stroppio (1973)

### Direzione musicale

#### Film
- La casa dei fantasmi (2003)
- Principe azzurro cercasi (2004)
- Superhero - Il più dotato fra i supereroi (2006)
- Pirati dei Caraibi - Ai confini del mondo (2007)
- Come d'incanto (2007)
- Pirati dei Caraibi - Oltre i confini del mare (2011)
- I Muppet (2011)
- Saving Mr. Banks (2013)
- Muppets 2 - Ricercati (2014)
- Cenerentola (2015)
- Il drago invisibile (2016)
- La bella e la bestia (2017)
- Nelle pieghe del tempo (2018)
- Ritorno al Bosco dei 100 Acri (2018)
- Lo schiaccianoci e i quattro regni (2018)
- Il ritorno di Mary Poppins (2018)
- Dumbo (2019)
- Aladdin (2019)
- Il re leone (2019)

#### Serie TV
- Scrubs
- Cougar Town
- Festival Disney (Rai 1, 1995)
- 41ª
- 42ª
- Omaggio a Mariele
- Le 14 più belle canzoni dedicate al Natale
- I 40 anni de lo Zecchino d'Oro I/1959-1963
- WandaVision

#### Film d'animazione
- Tom & Jerry - Il film (1992)
- Nightmare Before Christmas (1993)
- Il re leone (1994) (tranne "Il cerchio della vita" - testo italiano di Michele Centonze e Luciano Ligabue)
- L'incantesimo del lago (1994)
- In viaggio con Pippo (1995)
- La Freccia Azzurra (1996)
- Winnie the Pooh alla ricerca di Christopher Robin (1997)
- L'incantesimo del lago 2 - Il segreto del castello (1997)
- Lilli e il vagabondo (1955) - ri-doppiaggio 1997
- Le avventure di Winnie the Pooh (1977) (ri-doppiaggio per il mercato italiano del 1997)
- L'incantesimo del lago 3 - Lo scrigno magico (1998)
- La gabbianella e il gatto (1998)
- Winnie the Pooh: Tempo di regali (1999)
- T come Tigro... e tutti gli amici di Winnie the Pooh (2000)
- I cartoni dello Zecchino d'Oro (2000)
- Le follie dell'imperatore (2000)
- Aida degli alberi (2001)
- Momo alla conquista del tempo (2001)
- Le canzoni dello Zecchino d'Oro (2001)
- Il bianco Natale di Topolino - È festa in casa Disney (2001)
- Lilo & Stitch (2002)
- Cenerentola II - Quando i sogni diventano realtà (2002)
- Topolino & i cattivi Disney (2002)
- Buon anno con Winnie the Pooh (2002)
- Opopomoz (2003)
- Totò Sapore e la magica storia della pizza (2003)
- Koda, fratello orso (2003)
- Pimpi, piccolo grande eroe (2003)
- Mucche alla riscossa (2004)
- Il re leone 3 - Hakuna Matata (2004)
- Winnie the Pooh: Ro e la magia della primavera (2004)
- Topolino, Paperino, Pippo: I tre moschettieri (2004)
- Chicken Little - Amici per le penne (2005)
- Winnie the Pooh e gli Efelanti (2005)
- Il primo Halloween da Efelante (2005)
- Leroy & Stitch (2006)
- Cenerentola - Il gioco del destino (2007)
- Disney Princess: Le magiche fiabe - Insegui i tuoi sogni (2007)
- I Robinson - Una famiglia spaziale (2007)
- La sirenetta: Quando tutto ebbe inizio (2008)
- Ortone e il mondo dei Chi (2008)
- Nat e il segreto di Eleonora (2009)
- La principessa e il ranocchio (2009)
- Rapunzel - L'intreccio della torre (2010)
- Winnie the Pooh - Nuove avventure nel Bosco dei 100 Acri (2011)
- Rio (2011)
- Pinocchio (2012)
- Ribelle - The Brave (2012)
- L'era glaciale 4 - Continenti alla deriva (2012)
- Frozen - Il regno di ghiaccio (2013)
- Rio 2 - Missione Amazzonia (2014)
- L'era glaciale - In rotta di collisione (2016)
- Alla ricerca di Dory (2016)
- Oceania (2016)
- Pipì, Pupù e Rosmarina in Il mistero delle note rapite (2017)
- Cars 3 (2017)
- Coco (2017)
- Gli Incredibili 2 (2018)
- Ralph spacca Internet (2018)
- Toy Story 4 (2019)
- Frozen II - Il segreto di Arendelle (2019)
- Mary e lo spirito di mezzanotte (2023)

#### Cartoni animati
- Garfield e i suoi amici (1988-1994)
- La piccola Lulù (1976-1977)
- Mickey Mouse Works (1999-2000)
- House of Mouse - Il Topoclub (2001-2002)
- Il libro di Pooh (2001-2003)
- A scuola con l'imperatore (2006-2008)
- La casa di Topolino (2006-2016)
- I miei amici Tigro e Pooh (2007-2010)
- I pinguini di Madagascar (2008-2015)
- Jake e i pirati dell'Isola che non c'è (2011-2016)
- Kung Fu Panda - Mitiche avventure (2011-2015)
- Dottoressa Peluche (2012-2020)
- Sofia la principessa (2013-2018)
- Topolino (2013-2019)
- The Lion Guard (2016-2020)
- Elena di Avalor (2016-2021)
- Topolino e gli amici del rally (2017-2021)
- Ducktales (2017-2021)
- Vampirina (2017-2021)
- Muppet Babies (2018-2021)
- Anfibia (2019-2021)

### Adattamento in italiano dei testi delle canzoni

#### Film
- Basil l'investigatopo (1986) (direzione musicale di Pietro Carapellucci)
- Oliver & Company (1988) (direzione musicale di Pietro Carapellucci)
- La sirenetta (1989) (direzione musicale di Pietro Carapellucci)
- Il principe e il povero (1990) (direzione musicale di Gil Baroni)
- Zio Paperone alla ricerca della lampada perduta (1990) (direzione musicale di Pietro Carapellucci)
- Bianca e Bernie nella terra dei canguri (1990) (direzione musicale di Pietro Carapellucci)
- La bella e la bestia (1991) (direzione musicale di Pietro Carapellucci)
- Aladdin (1992) (direzione musicale di Pietro Carapellucci)
- Nightmare Before Christmas (1993)
- Il re leone (1994) (tranne "Il cerchio della vita" - testo italiano di Michele Centonze e Luciano Ligabue)
- In viaggio con Pippo (1995)
- Anastasia (1997)
- Winnie the Pooh alla ricerca di Christopher Robin (1997)
- La bella e la bestia: Un magico Natale (1997)
- Il re leone II - Il regno di Simba (1998)
- Pocahontas II - Viaggio nel nuovo mondo (1998)
- Il mondo incantato di Belle (1998)
- Winnie the Pooh: Tempo di regali (1999)
- Topolino e la magia del Natale (1999)
- T come Tigro... e tutti gli amici di Winnie the Pooh (2000)
- La sirenetta II - Ritorno agli abissi (2000)
- Giuseppe - Il re dei sogni (2000)
- Lilli e il vagabondo II - Il cucciolo ribelle (2001)
- Cenerentola II - Quando i sogni diventano realtà (2002)
- Topolino & i cattivi Disney (2002)
- Buon anno con Winnie the Pooh (2002)
- Pimpi, piccolo grande eroe (2003)
- La casa dei fantasmi (2003)
- Il re leone 3 - Hakuna Matata (2004)
- Topolino strepitoso Natale! (2004)
- Chicken Little - Amici per le penne (2005)
- Il primo Halloween da Efelante (2005)
- I Muppet e il mago di Oz - film TV (2005)
- Superhero - Il più dotato fra i supereroi (2006)
- Ortone e il mondo dei Chi (2008)

#### Cartoni animati
- Garfield e i suoi amici (1988-1994)
- Il cucciolo Scooby-Doo (1988-1991)
- Cip & Ciop agenti speciali (1989-1990)
- Mickey Mouse Works (1999-2000)
- House of Mouse - Il Topoclub (2001-2002)
- Il libro di Pooh (2001-2003)
- Phineas e Ferb (2007-2025)

## Doppiaggio

### Cinema
- Tommy Steele (parte cantata) in Il più felice dei miliardari
- Dick Van Dyke (parte cantata) in Citty Citty Bang Bang
- Steve Spiers (Roos Tarpals) in Star Wars: Episodio I - La minaccia fantasma
- Jack Rabbit (parte cantata) in La prima avventura di Kermit
- Amick Byram in Un milione di modi per morire nel West
- Come d'incanto (interprete delle canzoni Il bacio del vero amore e Dille che l'ami)
- Varie parti cantate nei film Per un pugno di dollari, Per qualche dollaro in più, Il buono, il brutto, il cattivo, Pirati dei Caraibi - Ai confini del mondo e I Muppet
  - Cip & Ciop agenti speciali - cameo postumo tramite registrazioni d'archivio

#### Animazione
- Pumbaa ne Il re leone, Il re leone II - Il regno di Simba, Il bianco Natale di Topolino - È festa in casa Disney, Il re leone 3 - Hakuna Matata (accreditato come Augusto Giardino nel primo film e Mirko Pontrelli nel secondo e nel terzo)
- Mercante (parte cantata) in Aladdin, Il ritorno di Jafar e Aladdin e il re dei ladri (accreditato come Daniele Viri)
- Dodger (parte cantata) in Oliver & Company
- Vado (parte cantata) in Nightmare Before Christmas (accreditato come Daniele Viri)
- Re Guglielmo e il Ciambellano ne L'incantesimo del lago
- Re Artù (parte cantata) in La spada magica - Alla ricerca di Camelot
- Giacobbe (parte cantata) in Giuseppe - Il re dei sogni
- Nasone in Rapunzel - L'intreccio della torre (Accreditato come Mirko Pontrelli)
- Capo castoro (canto) ne Il magico mondo di Oz
- Drake (parte cantata) ne Hubie all'inseguimento della pietra verde
- Uomo sigla ne Le follie dell'imperatore
- Chuckles il clown in Vacanze hawaiiane
- Vichingo in Playmobil: The Movie

### Cartoni animati
- Pumbaa in Timon e Pumbaa, House of Mouse - Il Topoclub, The Lion Guard
- Re Larry (parte cantata) in House of Mouse - Il Topoclub
- Don Vito Gamberone (parte cantata) ne La sirenetta - Le nuove avventure marine di Ariel
- Bacco in Hercules
- Re Luigi (parti cantate) in Cuccioli della giungla
- Omino del sonno ne Le Superchicche
- Meteora mangia-cervella ne Le tenebrose avventure di Billy & Mandy (ep. 1x13)
- Insegnante ne I Fantaeroi
- Rekkit in Rekkit Rabbit (canto, 2x2)

### Videogiochi
- Pumbaa in Caccia al cucciolo[3], Bottega dei giochi - Il re leone
- Scienziato pazzo in Epic Mickey 2: L'avventura di Topolino e Oswald[4]